# Quasipaa
Quasipaa là một chi động vật lưỡng cư trong họ Dicroglossidae, thuộc bộ Anura. Chi này có 8 loài và 88% bị đe dọa hoặc tuyệt chủng.

## Các loài
Chi này có 11 loài:
- Quasipaa acanthophora Dubois and Ohler, 2009
- Quasipaa boulengeri (Günther, 1889)
- Quasipaa courtoisi (Angel, 1922)
- Quasipaa delacouri (Angel, 1928)
- Quasipaa exilispinosa (Liu and Hu, 1975)
- Quasipaa fasciculispina (Inger, 1970)
- Quasipaa jiulongensis (Huang and Liu, 1985)
- Quasipaa shini (Ahl, 1930)
- Quasipaa spinosa (David, 1875)
- Quasipaa verrucospinosa (Bourret, 1937)
- Quasipaa yei (Chen, Qu, and Jiang, 2002)

## Hình ảnh

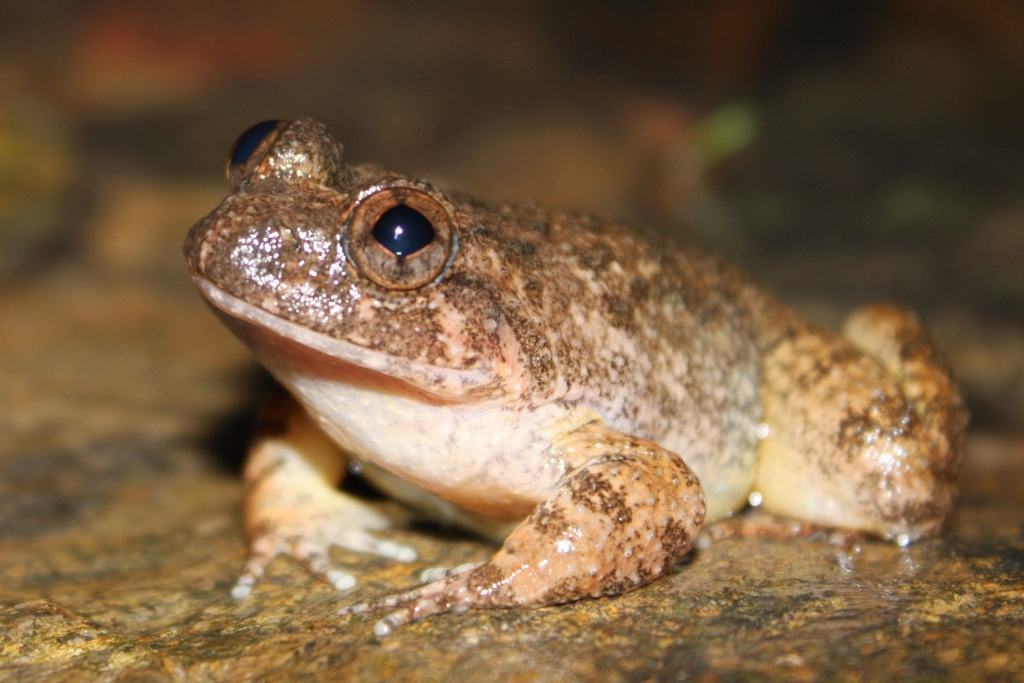